# Audi Performance and Racing
APR LLC — американська тюнінг компанія, яка пропонує продукти післяпродажного обслуговування для автомобілів, побудованих концерном Volkswagen, включаючи Audi, Porsche, SEAT, Škoda та Volkswagen.
Компанія Audi Performance & Racing була заснована в 1997 році Бреттом Аугсбургером та Стівеном Хуком, автомобільними інженерами, які запропонувати модернізацію післяпродажного обслуговування автомобілів Volkswagen Auto Group. Їх першим продуктом стало оновлення програмного забезпечення ECU для Audi A4 1.8T 1997 року, але незабаром компанія розширила свою лінійку продуктів, включивши вихлопні та турбосистеми. У продуктах налаштування двигуна APR використовується запатентоване програмне забезпечення для читання та запису на блоки керування двигуном Bosch Motronic.

## Зноски
1. ↑  Products - APR. www.goapr.com. Архів оригіналу за 9 червня 2021. Процитовано 9 червня 2021.